# Christopher Davidson
Christopher Davidson és un acadèmic britànic. Professor de l'Escola de Govern i Relacions Internacionals de la Universitat de Durham (Regne Unit), és considerat un dels principals experts en els països del golf Pèrsic a nivell mundial. Va estudiar Història Moderna a Cambridge i es va doctorar en Estudis del Pròxim Orient a Saint Andrews. Ha viscut i treballat a Abu Dhabi, Dubai, Sharjah i Beirut, on ha desenvolupat un coneixement extensiu de la regió que l'ha portat a exercir de consultor per a les Nacions Unides. El seu llibre Dubai. The Vulnerability of Success (Columbia University Press, 2008), s'ha convertit en una obra de referència a nivell internacional pel seu anàlisi de la construcció de la «marca Dubai» edificada sobre l'habilitat de l'emirat per combinar la més estricta autocràcia amb una economia de mercat sustentada en el sector serveis.